# Patrícia Gomà i Pons
Patrícia Gomà i Pons (La Riba, Alt Camp, 24 de setembre del 1970) és una advocada i política catalana. És llicenciada en dret per la Universitat de Lleida i ha impartit la docència a la Universitat Rovira i Virgili. És funcionària del Cos Superior de la Generalitat de Catalunya.
Militant d'Esquerra Republicana des del 2004, ha estat diputada al Parlament de Catalunya en la legislatura 2006-2010, en la qual des del 2008 va ser portaveu adjunta del Grup Parlamentari. Va ser presidenta de la Federació de Barcelona.